# Ex abrupto
Ex abrupto è una locuzione latina che, tradotta letteralmente, significa "improvvisamente". Deriva dal participio perfetto del verbo abrumpo «interrompere, troncare»; quindi spezzato, tronco, a precipizio. Usata in contesti diversi, mette in rilievo nettamente il carattere improvviso, celere e inaspettato della situazione.
Esempio d'uso: Cicerone inizia ex abrupto la prima delle orazioni Catilinarie con la famosa invettiva «Quousque tandem abutere, Catilina,  patientia nostra?» che, tradotta letteralmente, significa «Fino a quando dunque, Catilina, abuserai della nostra pazienza?».